# Josef von Camerlohr

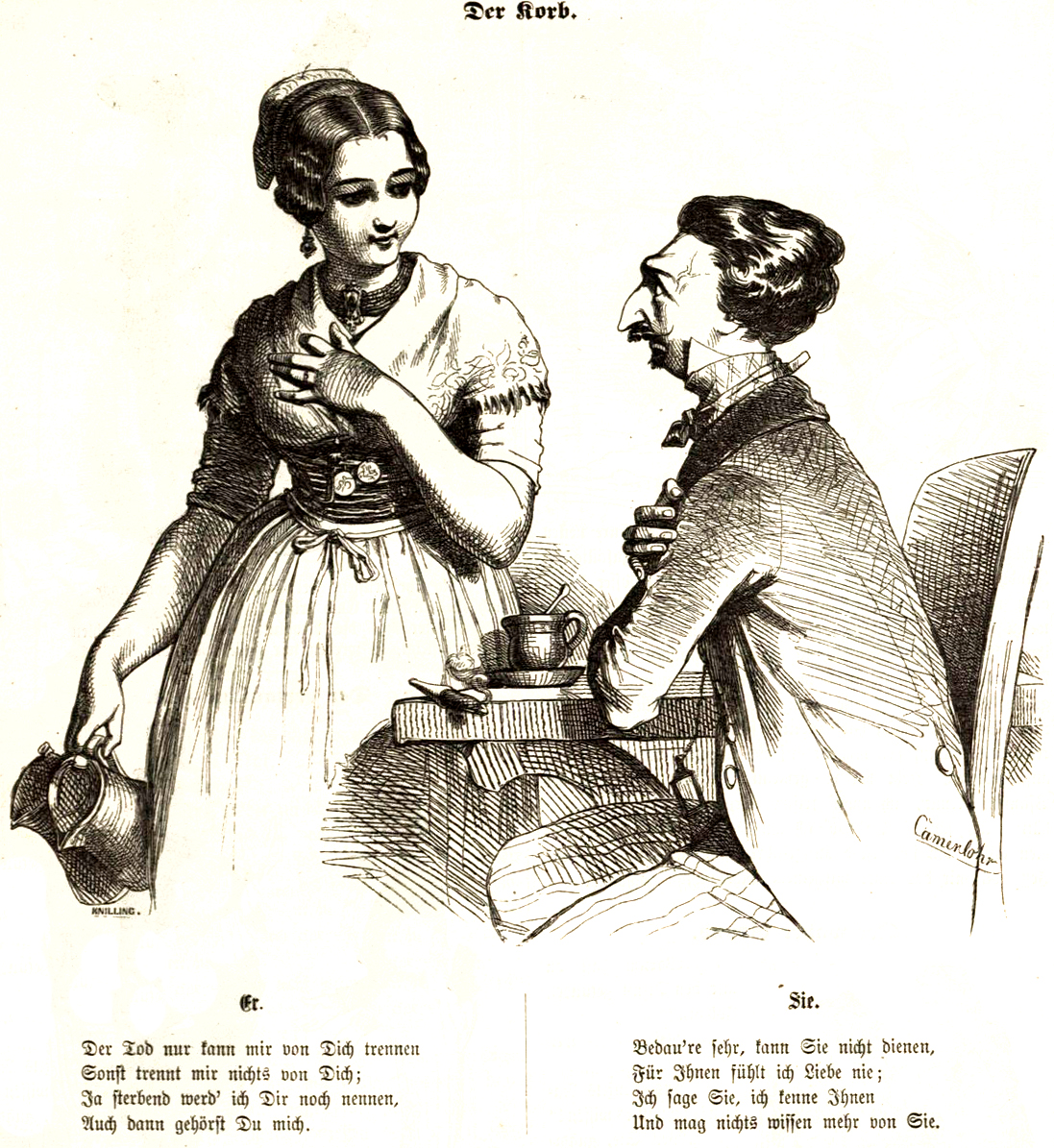
Der Korb

Josef von Camerlohr (* 20. September 1819 in Viechtach; † 6. Juli 1851 in München) war ein deutscher Porträt- und Genremaler sowie Zeichner.
Geboren als Sohn des Landrichters Georg Ritter von Camerlohr, wurde er vom Vater zum Beruf des Juristen bestimmt, begann aber die Lehre in der Malschule von Joseph Bernhardt in München und setzte das Studium ab dem 7. März 1836 an der Königlichen Akademie der Künste in München fort.
Nach dem Studium blieb er in München als Porträt- und Genremaler tätig. Er lieferte auch humoristische Zeichnungen für die Zeitschrift „Fliegende Blätter“. Er war Mitglied des Münchener Kunstvereins und nahm an dessen Ausstellungen teil. Er starb im Alter von 31 Jahren.